# 부산 도시철도 오륙도선
부산 도시철도 오륙도선(釜山都市鐵道五六島線)은 부산광역시에서 추진하는 경전철 노선있었다.

## 개요
무가선 저상 트램 사업의 일환으로 2019년 1월에 최종적으로 확정되었으며, 전체 노선은 5.15km로, 실증노선 제안구간은 이기대 어귀 삼거리에서 경성대·부경대역 부근간 1.9km 구간에 정거장 5개소, 차량기지 1개소에, 사업비 470억원 중 국토부 연구개발사업비 110억원과 시비 360억원이 소요될 것으로 예상된다.
추후 우암선과 직결하는 계획도 존재한다.
- 2025년 4월 10일 오륙도선이 무산돼고 부산항선으로 일부구간 통합됐다 
- 총 연장: 5.4 km
- 실증 노선 구간: 1.0km
- 역수: 총 11개 (실증 노선:3개)
- 운행방식: 노면전차
- 총사업비: 470억원
- 착공시기: 2022년 하반기
- 개통시기: 무산

## 연혁
- 2019년 1월 11일: 한국철도기술연구원의 공모사업, 1차 평가 통과
- 2019년 1월 28일: 2차 평가 통과
- 2021년: 착공[2][3][4]
- 오륙도선 무산 경성대부경대역~대인천구간은 부산항선으로 통합